# Révay György
Révay György (Illyefalva, 1878. április 28. – ?, 1930 után) operettszerző.

## Életútja
A Székely Mikó Kollégiumban Sepsiszentgyörgyön érettségizett, jogi tanulmányokat Kolozsvárt végzett. Közigazgatási pályára lépve Segesvárt szolgabíró, Székelyudvarhelyen főszolgabíró nyugdíjazásáig (1930). Hosszabb ideig a székelyudvarhelyi Székely Dalegylet és a Református Dalkör karnagya.
Draskóczy Ilma szövegére szerzett Királykisasszony című gyermekoperettjét Erdély számos városában előadták, dalai népszerűek voltak. Az ő rendezésében került színpadra Nyirő József két darabja, a Júlia szép leány és a Jézusfaragó ember.